# Карвахаль, Армандо
Армандо Карвахаль Кирос (исп. Armando Carvajal Quiroz; 7 июня 1893, Сантьяго — 29 июля 1972, Сантьяго) — чилийский дирижёр, скрипач и музыкальный педагог.

## Биография
Окончил Национальную консерваторию Чили (1912) как скрипач, ученик Хосе Варальи, занимался также у Энрике Соро и Луиджи Стефано Джарды (гармония и композиция).
Дебютировал на концертной сцене как юный скрипач в 1903 году. За год до окончания консерватории стал преподавать в ней. В 1915 г. вместе с Альберто Герреро играл в фортепианном трио по приглашению совершавшего длительные латиноамериканские гастроли Майкла Пеньи, в том же году занял пульт концертмейстера в оркестре муниципального театра Сантьяго и оставался на этой позиции до 1927 года. В 1927 г. дирижировал оркестром на свадьбе президента Чили Карлоса Ибаньеса дель Кампо. В 1924—1932 гг. возглавлял камерный оркестр Общество Баха (исп. Sociedad Bach), в значительной степени исполнявший именно музыку Иоганна Себастьяна Баха.
В 1928 г. после реформы Национальной консерватории возглавил её и оставался в этой должности до 1943 года, одновременно в 1931—1932 гг. был деканом факультета искусств в Национальном университете.
В 1941 г. стал первым руководителем Чилийского симфонического оркестра и возглавлял коллектив до 1947 года. В разные годы дирижировал национальными премьерами широкого круга произведений мировой классики, включая «Страсти по Матфею» И. С. Баха, «Мессию» Г. Ф. Генделя, «Сотворение мира» Й. Гайдна, «Илию» Ф. Мендельсона и «Симфонию псалмов» И. Стравинского.
Жена — певица Бланка Хаузер.